# 科布爾斯基爾 (紐約州村)
科布爾斯基爾（英語：Cobleskill）是位於美國紐約州斯科哈里縣的村。

## 人口
根據2020年美國人口普查的數據，科布爾斯基爾的面積為9.24平方千米，當中陸地面積為9.23平方千米，而水域面積為0.01平方千米。當地共有人口4173人，而人口密度為每平方千米452人。